# Andrey Malakhov

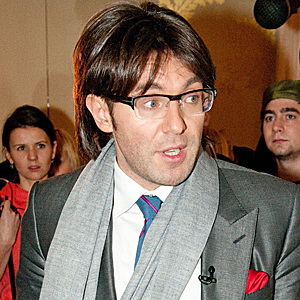
Andrey Malakhov, 2010

Andrey Malahov (em russo:  Андре́й Никола́евич Мала́хов; Apatity, Murmansk, 11 de janeiro de 1972) é um apresentador de televisão russo.

## Festival Eurovisão da Canção
Andrey Malahov foi escolhido pela televisão anfitriã russa, o Channel One, responsável pelo Festival Eurovisão da Canção 2009, para ser o apresentador da 1º e da 2º semi-final do festival.